# Jenny Kemp
Jenny Kemp (n. 28 mai 1955, Cincinnati, Ohio, SUA) este o înotătoare americană, medaliată olimpică. A participat la o ediție a Jocurilor Olimpice (1972) în care a câștigat o medalie de aur.

## Participări
Lista de mai jos prezintă principalele competiții la care a participat Jenny Kemp de-a lungul carierei.
- swimming at the 1972 Summer Olympics – women's 4 × 100 metre freestyle relay[*]